# Mike Anderson (cestista)
Michael Deantoni Montrell Anderson, detto Mike (Virginia Beach, 7 aprile 1986), è un ex cestista statunitense, professionista nella NBDL e in Europa.